# Коски (Минская область)
Ко́ски (бел. Коскі) — деревня в Станьковском сельсовете Дзержинского района Минской области Беларуси. Расположена в 8 километрах от города Дзержинска и в 38 километрах от Минска.

## История
Во второй половине XVIII века находилась в составе Минского повета Минского воеводства ВКЛ, владение Радзивиллов.
После Второго раздела Речи Посполитой (1793) в составе Российской империи. В 1800 году насчитывалось 8 дворов, 37 жителей, собственность князя Д.Радзивилла. В 1815 году на средства прихожан была построена деревянная Успенская церковь. В середине XIX века деревня принадлежала графу Чапскому. В конце XIX — начале XX века село было в Станьковской волости Минского уезда Минской губернии. В 1897 году было 13 дворов, 71 житель, действовала церковь.
В 1917 году было 18 дворов, 106 жителей. С 9 марта 1918 года в составе провозглашённой Белорусской Народной Республики, однако фактически находилась под контролем германской военной администрации. С 1 января 1919 года в составе Советской Социалистической Республики Белоруссия, а с 27 февраля того же года в составе Литовско-Белорусской ССР, летом 1919 года деревня была занята польскими войсками, после подписания рижского мира — в составе Белорусской ССР. С 20 августа 1924 года — в Станьковском сельсовете Койдановского района (с 29 июня 1932 — Дзержинский) Минской округи. С 31 июля 1937 в составе Минского района, с 4 февраля 1939 снова в Дзержинском районе, с 20 февраля 1938 Минской области. В годы коллективизации был организован колхоз «Пробуждение». В ВОВ с 28 июня 1941 года по 6 июля 1944 была оккупирована немецко-фашистскими захватчиками. На фронте погибло 17 жителей. В 1960 году — 138 жителей. Входила в колхоз им. Ленина (центр — д. Заболотье).
В 1991 было 33 хозяйства, 71 житель. В 2009 году было 17 хозяйств, 28 жителей, в составе агрокомбината «Дзержинский».

## Население
| Численность населения (по годам) | Численность населения (по годам) | Численность населения (по годам) | Численность населения (по годам) | Численность населения (по годам) | Численность населения (по годам) | Численность населения (по годам) |
| 1800                             | 1897                             | 1917                             | 1960                             | 1991                             | 1999                             | 2004                             |
| -------------------------------- | -------------------------------- | -------------------------------- | -------------------------------- | -------------------------------- | -------------------------------- | -------------------------------- |
| 37                               | ↗ 71                             | ↗ 106                            | ↗ 138                            | ↘ 33                             | ↗ 49                             | 30                               |
| 2010                             | 2017                             | 2018                             | 2020                             |                                  |                                  |                                  |
| ↘ 28                             | ↘ 17                             | → 17                             | ↗ 20                             |                                  |                                  |                                  |

## Известные уроженцы
- бл. Валентина Минская (в миру Валентина Феодоровна Сулковская) — местночтимая святая Белорусской православной церкви.